# Annecy
Annecy er en fransk provinsby. Den er hovedsæde i departementet Haute-Savoie.